# Texas Legends 2013-2014
La stagione 2013-14 dei Texas Legends fu la 7ª nella NBA D-League per la franchigia.
I Texas Legends arrivarono quinti nella Central Division con un record di 24-26, non qualificandosi per i play-off.

## Roster
| N°    | Naz.                   | Ruolo | Sportivo              | Anno | Alt. | Peso |
| ----- | ---------------------- | ----- | --------------------- | ---- | ---- | ---- |
| 0     | Stati Uniti (bandiera) | GA    | Chris Douglas-Roberts | 1987 | 201  | 91   |
| 1     | Stati Uniti (bandiera) | G     | Ricky Ledo            | 1992 | 201  | 88   |
| 2     | Stati Uniti (bandiera) | G     | Shane Larkin          | 1992 | 180  | 80   |
| 5     | Stati Uniti (bandiera) | AC    | Bernard James         | 1985 | 208  | 109  |
| 6     | Stati Uniti (bandiera) | A     | James Nunnally        | 1990 | 201  | 93   |
| 9     | Stati Uniti (bandiera) | A     | Marcus Hubbard        | 1983 | 206  | 104  |
| 10    | Stati Uniti (bandiera) | G     | Booker Woodfox        | 1986 | 185  | 84   |
| 11    | Stati Uniti (bandiera) | G     | Sean Singletary       | 1985 | 183  | 84   |
| 12    | Israele (bandiera)     | G     | Gal Mekel             | 1988 | 191  | 87   |
| 13    | Stati Uniti (bandiera) | G     | Mickey McConnell      | 1989 | 183  | 86   |
| 15    | Stati Uniti (bandiera) | G     | Terrel Harris         | 1987 | 196  | 86   |
| 15    | Stati Uniti (bandiera) | A     | James Nunnally        | 1990 | 201  | 93   |
| 17    | Stati Uniti (bandiera) | A     | Sammy Yeager          | 1989 | 193  | 86   |
| 18    | Stati Uniti (bandiera) | A     | Jeremy Atkinson       | 1990 | 193  | 95   |
| 19    | Stati Uniti (bandiera) | G     | P.J. Hairston         | 1992 | 198  | 104  |
| 21    | Stati Uniti (bandiera) | A     | Jae Crowder           | 1990 | 198  | 107  |
| 21    | Stati Uniti (bandiera) | A     | Ramon Dyer            | 1984 | 201  | 102  |
| 21    | Stati Uniti (bandiera) | G     | P.J. Hairston         | 1992 | 198  | 104  |
| 23    | Stati Uniti (bandiera) | A     | Marcus Hubbard        | 1983 | 206  | 104  |
| 23    | Stati Uniti (bandiera) | G     | Ricky Ledo            | 1992 | 201  | 88   |
| 24    | Stati Uniti (bandiera) | A     | Devin Ebanks          | 1989 | 206  | 98   |
| 24    | Stati Uniti (bandiera) | A     | Damion James          | 1987 | 201  | 102  |
| 32    | Nigeria (bandiera)     | AC    | Micheal Eric          | 1988 | 208  | 109  |
| 33-34 | Stati Uniti (bandiera) | AC    | Melvin Ely            | 1978 | 208  | 111  |
| 34-41 | Brasile (bandiera)     | C     | Fab Melo              | 1990 | 213  | 116  |
| 44    | Regno Unito (bandiera) | C     | Paul Sturgess         | 1987 | 234  | 145  |

## Staff tecnico
- Allenatore: Eduardo Nájera
- Vice-allenatori: Tyler Gatlin, Dean Murray, Charlie Parker, Hollis Price
- Preparatore atletico: Jackie Fisher